# Banksia serrata
Banksia serrata là một loài thực vật có hoa trong họ Quắn hoa. Loài này được L.f. miêu tả khoa học đầu tiên năm 1782.
Đây là loài bản địa bờ biển đông nước Úc. Loài này được tìm thấy từ Queensland qua Victoria với các quần thể bên ngoài ở Tasmania và đảo Flinders. Cây thường có hình dạng xương xẩu cao lên đến 15 m, nó có thể là nhỏ hơn nhiều ở những vùng tiếp xúc nhiều hơn. Vỏ cây thường nhăn có màu xám và tối, lá có răng cưa màu xanh lá cây, với gai hoa lớn, màu vàng hoặc xám vàng, được gọi là cụm hoa, nở trong mùa hè. Các gai hoa chuyển màu xám khi chúng già hơn và nang lớn màu xám xuất hiện.
Nó là một trong bốn loài Banksia ban đầu được Sir Joseph Banks thu thập vào năm 1770, và là một trong bốn loài được xuất bản vào năm 1782 như một phần của các mô tả ban đầu về chi của Carolus Linnaeus Trẻ. Không có giống được công nhận, mặc dù nó có liên quan chặt chẽ đến Banksia aemula. Loài này chỉ mọc trên đất cát, và thường là các loài cây chiếm ưu thế trong rừng cây bụi hoặc đất trồng cây thấp. Banksia serrata cung cấp thực phẩm cho loạt động vật có xương sống và không xương sống động vật trong những tháng mùa thu và mùa đông, và những loài này cũng giúp chúng thụ phấn. Đây là một nguồn thức ăn quan trọng cho họ ăn mật. Nó là một loại cây phổ biến của các công viên và các khu vườn.